# Krailling
Krailling  je obec ležící v zemském okrese Starnberg v německém Bavorsku. Žije zde 7 500 obyvatel. Obcí, která je součástí mnichovské aglomerace, protéká řeka Würm. Česká republika zde má uloženy státní hmotné rezervy v podobě pohonných hmot.